# Rackspace
Rackspace startete Ende der 1990er als Webhoster und ist heute ein IT-Services-Provider mit Hauptsitz in San Antonio, Texas. Das Unternehmen zählt zu den größten Vertretern seiner Branche, zu den Kunden zählen beziehungsweise zählten beispielsweise GitHub, Vodafone und Mazda. Seit August 2008 werden Aktien des Unternehmens an der New York Stock Exchange gehandelt. Im November 2016 wurde bekannt, dass das Investmentunternehmen Apollo Global Management alle Anteile am Unternehmen erworben hat und dass Aktien des Unternehmens nicht mehr an der Börse gehandelt werden.

## Geschichte
Rackspace geht zurück auf das Unternehmen Cymitar Technology Group, das 1996 von Richard Yoo gegründet wurde. Es beschäftigte sich mit der Entwicklung von Websites und anderen webbasierten Anwendungen. Aufgrund der steigenden Nachfrage im Bereich Webhosting begann Rackspace zwei Jahre später unter Führung von Graham Weston als Spin-off mit dem Betrieb dedizierter Server für Kunden der Cymitar Technology Group. Im Jahr 2009 erhielt das Unternehmen eine Finanzierung in Höhe von 11,5 Millionen US-Dollar, an der unter anderem Sequoia Capital und Red Hat beteiligt waren.
Im März 2006 gründete Rackspace eine Tochtergesellschaft namens Mosso, die 2008 wieder vollständig zurückgekauft wurde. Kern des Angebots war eine Plattform, auf der Websites gehostet werden konnten, ohne sich um die notwendige technische Infrastruktur und insbesondere die Skalierung kümmern zu müssen. In der Folgezeit wurde Mosso als eigenständige Marke eingestellt und bildete die Grundlage für die Rackspace Cloud, die in Konkurrenz zu Amazon Web Services und Microsoft Windows Azure steht. 2010 hat Rackspace zusammen mit der NASA, Dell und Citrix das Open-Source-Projekt OpenStack ins Leben gerufen, das eine quellenoffene Plattform für Cloud Computing bereitstellen soll. Später übertrug Rackspace die Leitung des Projekts OpenStack an eine Stiftung. Ab Mitte 2012 wurden schrittweise alle Dienste der Rackspace Cloud auf OpenStack umgestellt, beginnend mit den Servern.

## Produkte
Rackspace bot zunächst nur dedizierte Server an und erweiterte seine Palette durch die Akquisition von Mosso um die sogenannte Rackspace Cloud. Diese besteht maßgeblich aus Cloud Servers (virtuelle Server), Cloud Sites (Webanwendungen), Cloud Files (Speicherdienst) und Cloud Databases (Datenbanken) sowie diversen Angeboten für die Verwaltung und Konfiguration. Dazu zählten insbesondere Dienste für das Domain Name System und virtuelle Netzwerke, insbesondere Loadbalancer. Als Variante der Rackspace Cloud wird die sogenannte Private Cloud angeboten. Dabei handelt es sich um Hard- und Software, die von Rackspace aufeinander abgestimmt wurde und zum Betrieb in einem eigenen Rechenzentrum gedacht ist.
Im Gegensatz zu anderen Anbietern legt Rackspace in der Außendarstellung anstelle der Technik seiner Produkte großen Wert auf seinen Kundendienst, der als Fanatical Support bezeichnet wird. Rackspace betreibt mehrere Rechenzentren in unterschiedlichen Regionen weltweit, darunter Dallas, Chicago, Northern Virginia, London, Hong Kong und Sydney. Im November 2016 hat das Unternehmen angekündigt, 2017 ein erstes Rechenzentrum in Deutschland (Frankfurt) einzurichten, um den strengeren Datenschutzvorschriften in der Region Deutschland, Österreich und Schweiz zu genügen.

## Kritik
Im Jahr 2009 stand Rackspace in der Kritik, nachdem Server und Cloud-Dienste im damals größten Rechenzentrum des Anbieters in Dallas mehrfach ausgefallen waren. Die unterbrechungsfreie Stromversorgung wurde mehrfach nicht wie vorgesehen gestartet. Vom Ausfall waren zahlreiche populäre Onlinedienste betroffen, darunter beispielsweise auch Tumblr. Als Folge der Ausfälle kündigte der CEO an, die gesamte technische Infrastruktur zu überprüfen. Außerdem erstattete Rackspace seinen Kunden insgesamt etwa 3,5 Millionen US-Dollar an Gebühren.